# Аутопортрет са огрлицом од трња
Аутопортрет са огрлицом од трња (Autorretrato con Collar de Espinas) је слика из 1940. године мексичке сликарке Фриде Кало.
Аутопортрет, на коме се налазе црна мачка и мајмун, настао је након њеног развода од Дијега Ривере и након окончања њене везе са фотографом Николасом Марејом. Николас је портрет купио убрзо након што је насликан, а тренутно је део његове колекције у Центру Хари Ренсом на Универзитету Тексас у Остину.

## Позадина
Фрида Кало је била мексичка сликарка активна између 1925. године и 1954. године. Сликала је док је лежала у кревету због аутобуске несреће због које је тешко повређена. Већина њеног рада састоји се од аутопортрета, који се директно баве њеном борбом са медицинским проблемима, неплодношћу и њеним телом. Научници су њене радове тумачили у контексту традиције мушких европских уметника да женско тело користе као предмет својих слика.
Кало је била велики присталица Мексичке револуције, толико да је покушала да промени датум рођења тако да одговара почетку револуције 1910. године. На почетку овог покрета стекао је популарност такозвани „култ мексичке женствености“, који се описује као „несебичност, мучеништво, саможртвовање, брисање себе и негација спољашњег постојања“. Одбацујући ову ограничену концепцију женствености, Кало се 1920. године облачила као флаперка.

## Визуелна анализа
Ова прилично мала слика приказује Фридин предњи део лица так ода се директно суочава са погледом гледалаца. Њене подебљане обрве су акцентоване на њеном лицу док јој огрлица од трња обмотава грло и спушта се по грудима попут корена неког дрвета. Мала црна птица са испруженим крилима виси попут привеска са њеног врата. Окружена је инсектима и животињама, постављајући призор бујне и густе џунгле. Мајмун седи иза њеног десног рамена, очију усмерених на руке, дирајући рукама огрлицу од трња, што је узроковало да Фрида крвари. Изнад њене главе лебде инсекти у ваздуху, заједно са две шнале у облику лептира који се налазе у њеној коси која би могла да симболише круну на глави. Црна мачка са упечатљивим ледено плавим очима подиже се с лишћа преко њеног левог рамена.

## Симболизам
Фридино поистовећивање са аутохтоном мексичком културом увелико је утицало на њену естетику у сликарству. Користећи снажну иконографију аутохтоних мексичких култура, Фрида смешта себе у традицију побуне против колонијалних снага и мушке владавине. Птица која јој виси око врата сматра се симболом њеног заљубљивања у мексички фолклор.  Алтернатива тумачења је да је колибри је симбол астечког бога рата. У међувремену, црна мачка је симбол лоше среће и смрти, а мајмун је симбол зла. Природни пејзаж, који обично симболизује плодност, у контрасту је са смртоносним сликама у првом плану. Ривера је поклонио Фриди паук-мајмуна, сугеришући тако да би он могао бити симбол Ривере на слици, поготово јер он наноси бол Фриди тако што је снажно затегнуо огрлицу од трња.  Алтернативно, огрлица од трња могла би алудирати на Христову круну, чиме упоређује себе с хришћанском мученицом. У складу с овом интерпретацијом, лептири и инсекти могли би симболизовати њено васкрсење.